# Дмитриевка (Белоозерский сельсовет)
Дми́триевка (баш. Дмитриевка) — деревня в Гафурийском районе Республики Башкортостан Российской Федерации. Входит в состав Белоозерского сельсовета. 

## География

### Географическое положение
Расстояние до:
- районного центра (Красноусольский): 21 км,
- центра сельсовета (Белое Озеро): 5 км,
- ближайшей ж/д станции (Белое Озеро): 5 км.

## Население
| 2002 | 2009 | 2010 |
| ---- | ---- | ---- |
| 135  | ↘128 | ↘127 |

### Национальный состав
Согласно переписи 2002 года преобладающие национальности — чуваши (51 %), русские (49 %).